# Hermann Engelbert
Hermann Engelbert (* 30. Juli 1830 in Gudensberg; † 5. Februar 1900 in St. Gallen) war ein deutscher und zuletzt in der Schweiz tätiger israelitischer Religionslehrer und Rabbiner.

## Leben
Als Eltern von Hermann Engelbert werden Itzig Engelbert und dessen Ehefrau Regina, geborene Stern, aus Kirchheim angegeben. Allerdings kann der nur einen Monat früher, am 18. Juni 1830, in Gudensberg geborene, spätere Rabbiner Moses Engelbert nicht sein Bruder gewesen sein. Als dessen Vater wird ein Kaufmann Hermann Engelbert genannt. Zusammen betrieben sie aber wohl (Hermann Engelbert: 1844 bis 1852) Studien zum jüdisch-religiösen Schrifttum bei dem Oberrabbiner in Gudensberg, Mordechai Wetzlar. Beide besuchten anschließend die Talmudschule von Seligmann Bär Bamberger in Würzburg. Hermann begab sich nach Frankfurt am Main und verkehrte im Kreis des Dajan (Richter am Rabbinatsgericht) Bär Adler. Er legte schließlich 1852 in Frankfurt das Absolutorium (Abitur) ab.
In der Folge studierte er Geschichte (u. a. bei Leopold von Ranke), Philosophie und Theologie an der Universität in Berlin und schloss Freundschaft mit Meyer Kayserling. 1856 promovierte er in Marburg mit einer Dissertation über die Beziehung des Alten Testaments zur Unsterblichkeitslehre. 1857 bis 1861 war er als israelitischer Prediger und Religionslehrer der jüdischen Gemeinde in Elberfeld angestellt. 1861 wurde ihm – nach zwei erfolgreichen Probepredigten – die gleiche Funktion in München übertragen, wo er außerdem bis 1866 als Vertreter (Substitut) des Rabbiners Hirsch Aub am Königlichen Maximiliansgymnasium als Religionslehrer tätig war. 1864 bewarb sich Engelhart um die Stelle des Rabbiners in Königsberg und wurde mit zwei weiteren Kandidaten zu einer Probepredigt eingeladen, trat die Stelle jedoch nicht an.
Die Rabbinatsautorisation Engelberts erfolgte durch die Rabbinate in Kassel und Stuttgart. Auf Empfehlung Kayserlings, der bereits 1861 ein Rabbinat in der Schweiz angetreten hatte, wurde er mit dem 1. August 1866 zum Rabbiner der israelitischen Gemeinde in St. Gallen berufen, nachdem hier am 17. September 1863 eine selbständige „Religionsgenossenschaft“ gegründet worden war. Engelbert förderte die religiöse Konsolidierung der Gemeinde „im Geiste des gemässigten religiösen Fortschritts“ und übernahm beispielsweise 1866 den „eidgenössischen Bettag“ in deutscher Sprache. 1868 nahm er an der Versammlung der liberalen Rabbiner in Kassel teil, auf dem er erfolgreich die Einfügung eines deutschen Gebetes vor den Kaddisch beantragte. Allerdings wandte er sich vehement gegen ein Verbot des Schächtens, insbesondere, nachdem der Gemeinderat von St. Gallen 1874 das „Schlachten nach jüdischem Ritus“ verboten hatte.
In seiner Amtszeit wurde zwischen 1880 und 1881 durch die Zürcher Architekten Chiodera und Tschudy eine neue Synagoge im maurisch-byzantinischen Stil erbaut und von ihm am 21. September 1881 mit einer Festrede eingeweiht. 1891 feierte er sein 25-jähriges Rabbinats-Jubiläum. Er starb im 70. Lebensjahr in St. Gallen und wurde auf dem jüdischen Friedhof beigesetzt. Die Leichenrede hielt der Rabbiner der Züricher Reformgemeinde, Martin Littmann (1864–1945). Zu seinem Nachfolger wurde Emil Schlesinger vom Jüdisch-Theologischen Seminar in Breslau gewählt, der bis 1938 im Amt blieb.
Engelberts Ansehen reichte weit über die Grenzen der Schweiz hinaus. Auf seine Anregung wurden mehrere Wohltätigkeitsvereine innerhalb der jüdischen Gemeinde gegründet. Er unterstützte aber auch städtische Einrichtungen. Dennoch war sein Wirken nicht unumstritten. Eine kritische Würdigung erschien anlässlich seines Todes in der konservativ-orthodoxen Zeitschrift „Der Israelit“ vom 15. Februar 1900: „Der Rabbiner der hiesigen Gemeinde, Herr Dr. Engelbert, ist im Alter von 71 Jahren gestorben. Seine langjährige hiesige Wirksamkeit hat dem religiösen Verfall der hiesigen Gemeinde nicht zu steuern vermocht; ja, sie hat denselben noch vielfach gefördert (…).“

## Schriften
- Das negative Verdienst des Alten Testaments um die Unsterblichkeitslehre. Dissertation zur Erlangung der philosophischen Doktorwürde der Löbl. Philosophischen Fakultät zu Marburg überreicht von Hermann Engelhart aus Gudensberg. Marburg 1856. – W. Adolf & Co., Berlin 1857.
- Ist das Schlachten der Thiere nach jüdischem Ritus Thierquälerei? Ein Wort zur Verwahrung und Abwehr. Zollikofer'sche Offizin, St. Gallen 1867.
- Statistik des Judenthums im Deutschen Reiche – ausschließlich Preußens – und in der Schweiz bearbeitet von Dr. Hermann Engelhart, Rabbiner der israelitischen Religionsgenossenschaft in St. Gallen. J. Kauffmann, Frankfurt am Main 1875.
- Das Schächten und die Bouterole. Denkschrift für den hohen Großen Rat des Kantons St. Gallen zur Beleuchtung des diesbezüglichen regierungsrätlichen Antrags und mit Zugrundelegung der neusten mitabgedruckten Gutachten. St. Gallen 1876.